# Centre for Social Cohesion
 (juillet 2015).
Si vous disposez d'ouvrages ou d'articles de référence ou si vous connaissez des sites web de qualité traitant du thème abordé ici, merci de compléter l'article en donnant les références utiles à sa vérifiabilité et en les liant à la section « Notes et références ».
Le Centre for Social Cohesion (CSC) est un think tank britannique, situé à Londres, et classé à droite par la presse britannique, notamment par la BBC et The Guardian. Il a été dirigé de 2007 à 2011 par Douglas Murray.

## Fusion  avec Henry Jackson Society (2011)
Le CSC a rejoint la Henry Jackson Society en 2011 dont Douglas Murray devient par conséquent directeur associé.
Une fois les deux think-thank fusionnés, leurs recherches portent sur la radicalisation et l'extrémisme en Grande-Bretagne.